# قطعنامه ۱۰۹۷ شورای امنیت
قطعنامه ۱۰۹۷ شورای امنیت سازمان ملل متحد که در تاریخ ۱۸ فوریه ۱۹۹۷ تصویب شد، سندی بین‌المللی دربارهٔ بررسی وضعیت در منطقه دریاچه‌های بزرگ است. این قطعنامه طی نشست ۳۷۴۱ام با ۱۵ رای موافق، ۰ مخالف و ۰ ممتنع تصویب شد.